# Neda Arnerić
Neda Arneric (en serbio: Neda Arnerić;  Knjaževac, Yugoslavia, 15 de julio de 1953-Belgrado, 10 de enero de 2020) fue una actriz y política yugoslava.

## Biografía
Estudió en la Facultad de Filosofía de la Universidad de Belgrado en 1980. Contrajo matrimonio con Milorad Mesterovic. Obtuvo los premios Premio Pavle Vuisic y Premio Arena Dorada.
Falleció el  10 de enero de 2020 a los 66 años, fue encontrada muerta en su domicilio de Belgrado.

## Filmografía
Algunas de las películas en las que participó fueron:
- 1973, Shaft en África
- 1980, Línea no regular